# Juin 1781

## Naissances
- 9 juin : George Stephenson (mort en 1848), ingénieur britannique.
- 21 juin : Siméon Denis Poisson (mort en 1840), mathématicien, géomètre et physicien français.

## Décès
- 5 juin : Noël Hallé, peintre et graveur français (° 2 septembre 1711).